# Carmencita Rockefeller
Carmencita Rockefeller, även Carmencita Capelane, är ett alias som användes av en bedragare under 1970-talet.
Carmencita utgav sig för att vara allt från ättling till den amerikanska släkten Rockefeller till den japanska kejsarens barnbarn; hon påstod sig vara såväl hjärnkirurg som framstående cancerforskare. Tillsammans med en man som hon presenterade som sin bror Bing lyckades hon lura flera personer, många med höga positioner, bland annat inom försvarsmakten.
Såväl Carmencita som Bing hette egentligen något annat och var inte släktingar utan ett gift par. Carmencita var i själva verket frisör från Eslöv och Bing bagare.
Paret ställdes inför rätta 1981 men dömdes endast till villkorliga domar och dagsböter då de inte ansågs lurat till sig några större summor pengar.

## I kulturen
- 2004 gjorde Gertrud Larsson en enmansföreställning baserad på historien med Gunilla Andersson på scen med premiär på Teater 23 i Malmö.
- 2013 gjordes musikalen "Carmencita Rockefeller - Prinsessa av Japan" baserad på historien i regi av Rikard Bergqvist. Premiären skedde i Helsingborg men har sedan spelats på andra orter.